# Yuliia Fediv
Yuliia Oleksandrivna Fediv (en ucraniano: Юлія Олександрівна Федів; Chernivtsi, 20 de diciembre de 1986) es una funcionaria, gestora cultural y diplomática ucraniana. Fue la primera directora ejecutiva de la Fundación Cultural Ucraniana (UCF) de 2018 a 2021 y ha ocupado puestos de liderazgo en organizaciones como Hromadske y el Instituto Ucraniano. Fediv también se ha desempeñado como coordinadora nacional de cultura en la Oficina de la UNESCO en Ucrania en 2023 y ha dirigido la Oficina Nacional de Ucrania para el programa Europa Creativa de la UE de 2017 a 2021.

## Biografía y educación
Yuliia Oleksandrivna Fediv nació el 20 de diciembre de 1986 en Chernivtsi. Su padre es profesor, doctor en ciencias médicas y decano de un departamento de la Universidad Médica Estatal de Bucovina. Asistió a un gymnasium de habla alemana y, en noveno grado, viajó a Alemania a través de un programa de asociación cultural, con el que pudo aprender aspectos de la cultura local alemana. Esta experiencia inspiró su decisión de estudiar relaciones internacionales, ya que se dio cuenta de la profunda influencia de la cultura en las relaciones diplomáticas.
Fediv cursó estudios superiores en la Universidad Nacional Chernivtsí, especializándose en relaciones internacionales, y simultáneamente estudió derecho empresarial en la Academia Nacional de Administración en 2004. Continuó su trayectoria académica en la Universidad de Bremen, graduándose en 2009 con una licenciatura en derecho internacional y europeo. Para enriquecer aún más su experiencia internacional, Fediv realizó una pasantía de tres meses en las Naciones Unidas en Bonn en 2010, y seis meses en el Bundestag en Berlín en 2011.

## Carrera
Fediv comenzó su carrera pública en 2011, trabajando como gerente de proyectos para la protección de los derechos del niño en la Sociedad Germano-Polaca-Ucraniana en Kiev, Ucrania. En 2015, amplió su función coordinando proyectos periodísticos para importantes medios de comunicación alemanes, entre ellos la agencia de noticias n-ost y deutsche Welle. Ese mismo año participó en un programa de formación de cinco días de “Trabajadores Juveniles” en Kiev y completó una formación ejecutiva avanzada en Berlín. Además de su trabajo en política de información, Fediv también realizó contribuciones significativas al sector teatral, coordinando un proyecto para la Convención Europea de Teatro en Berlín. Durante este tiempo, gestionó iniciativas en los sectores teatral, social y de medios de comunicación, y fomentó la colaboración entre las comunidades alemana y ucraniana.
de 2016 a 2017, Fediv gestionó proyectos para la Agencia Alemana de Asistencia Técnica a Ucrania (GIZ). En 2016, también asumió el papel de coordinadora regional de la iniciativa «Asociación con las ciudades de Ucrania» y se convirtió en jefa de la Oficina Nacional del programa Europa Creativa de la UE en Ucrania. Durante su trabajo en Europa Creativa, que otorgaba subvenciones a profesionales de los medios de comunicación y la cultura, Fediv desempeñó un papel clave a la hora de conseguir hasta 200.000 euros en financiación para cada una de cuatro iniciativas de colaboración internacional, de las cuales solo existían cinco iniciativas de este tipo en 2017. El 7 de febrero de 2018, Fediv fue nombrada primera directora ejecutiva de la UCF, y al día siguiente el Ministerio de Cultura, Juventud y deportes finalizó un contrato de tres años con ella.

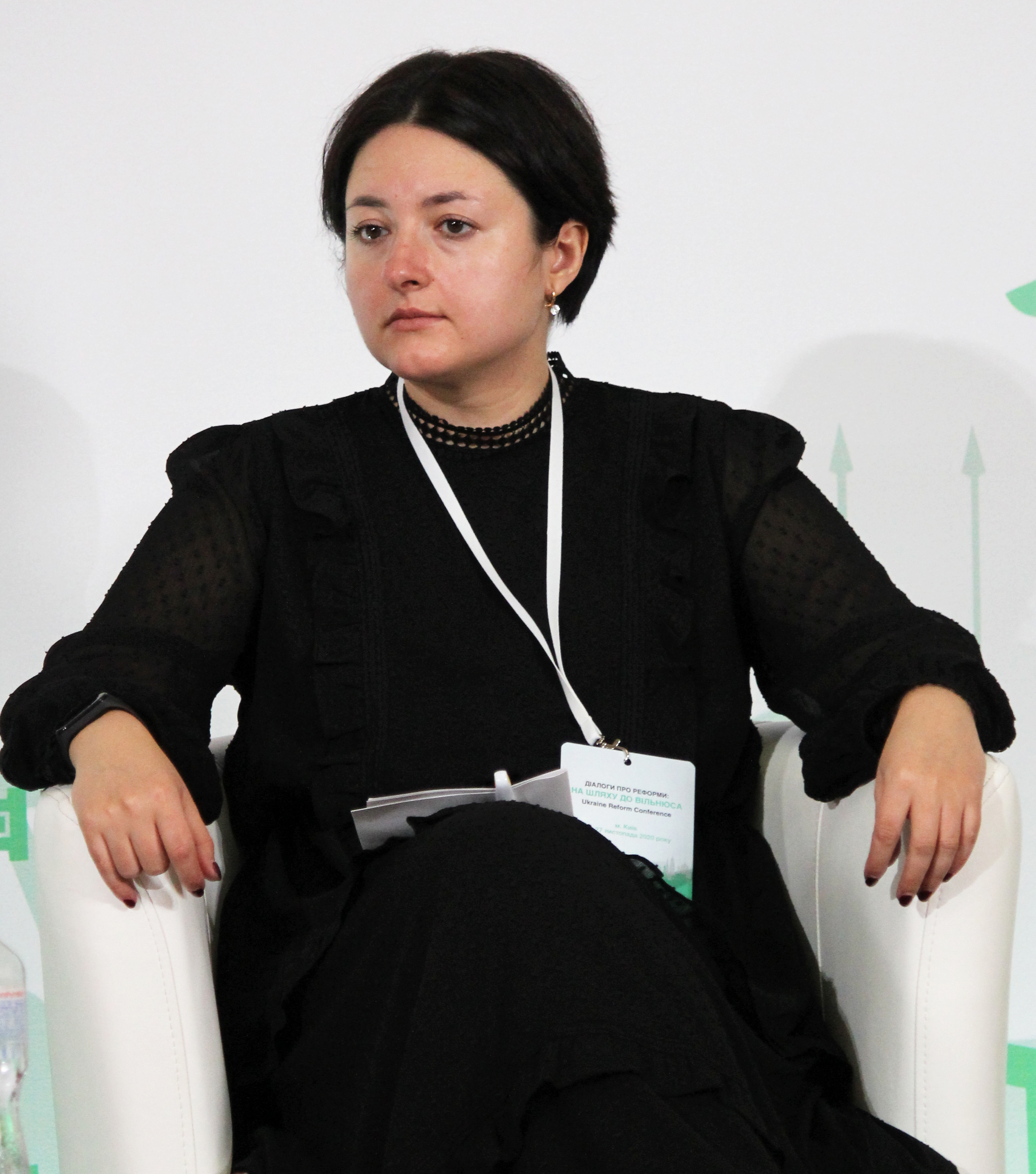
Fediv en 2020

Tras completar su periodo de tres años, en un principio decidió presentar su candidatura para una posible reelección, pero la retiró el 23 de marzo de 2021 debido a un escándalo que involucraba acusaciones del Sindicato de la Industria de Conciertos de Ucrania (SKIU) sobre los procedimientos de otorgamiento de subvenciones. En julio de 2021 fue nombrada directora de Hromadske, elegida entre 90 candidatos. Durante su dirección, su objetivo fue desarrollar un plan estratégico para el crecimiento de la organización y garantizar una financiación sostenible. Sin embargo, dimitió en verano de 2022, menos de un año después, tras despidos importantes dentro de la organización. Posteriormente, Fediv realizó una pasantía en Estados Unidos como parte del Programa de Becas Hubert H. Humphrey 2022/23. En septiembre de 2021 anunció que se habían presentado acusaciones penales contra ella.
En septiembre de 2023, fuentes gubernamentales mencionaron a Fediv como posible candidata para el cargo de Ministra de Cultura y Política de Información de Ucrania (MCIP), en medio de conversaciones más amplias sobre los cambios en el Gobierno de Shmihal por parte de la Oficina del Presidente de Ucrania . Según fuentes de Compañía Nacional de Radiodifusión Pública de Ucrania (también conocida como Suspilne), el primer ministro denís Shmihal ya había comenzado a elaborar una propuesta parlamentaria tras el visto bueno dado por  Fediv, aunque se abstuvo de hacer una declaración oficial. Esto tuvo lugar tras la dimisión de Oleksandr Tkachenko el 20 de julio. Fediv aceptó asumir el papel de Ministra, reconociendo los desafíos a los que se enfrentaría, entre ellos un presupuesto reducido para la cultura, los efectos persistentes de la agresión rusa y los problemas sin resolver que dejaron sus predecesores. En 2023 se incorporó a Suspilne y en abril de 2024 pasó a ser miembro de su junta directiva.
El 21 de diciembre de 2024, el presidente Volodímir Zelenski nombró a Fediv Embajadora Extraordinaria y Plenipotenciaria de Ucrania en Filipinas. Posteriormente, el 15 de enero de 2025, el consejo de administración de Suspilne decidió la salida de Fediv como miembro del consejo responsable de contenidos socialmente influyentes y proyectos especiales, y su fecha de salida oficial fue marcada para el 9 de marzo. Fediv presentó sus cartas credenciales como embajadora de Ucrania al presidente Bongbong Marcos durante una ceremonia en el Palacio de Malacañán el 25 de enero de 2025. Durante la ceremonia, se comprometió a promover iniciativas encaminadas a fomentar la paz, la prosperidad, el respeto mutuo y el fortalecimiento de las relaciones bilaterales.

## Controversias

### Fundación Cultural Ucraniana

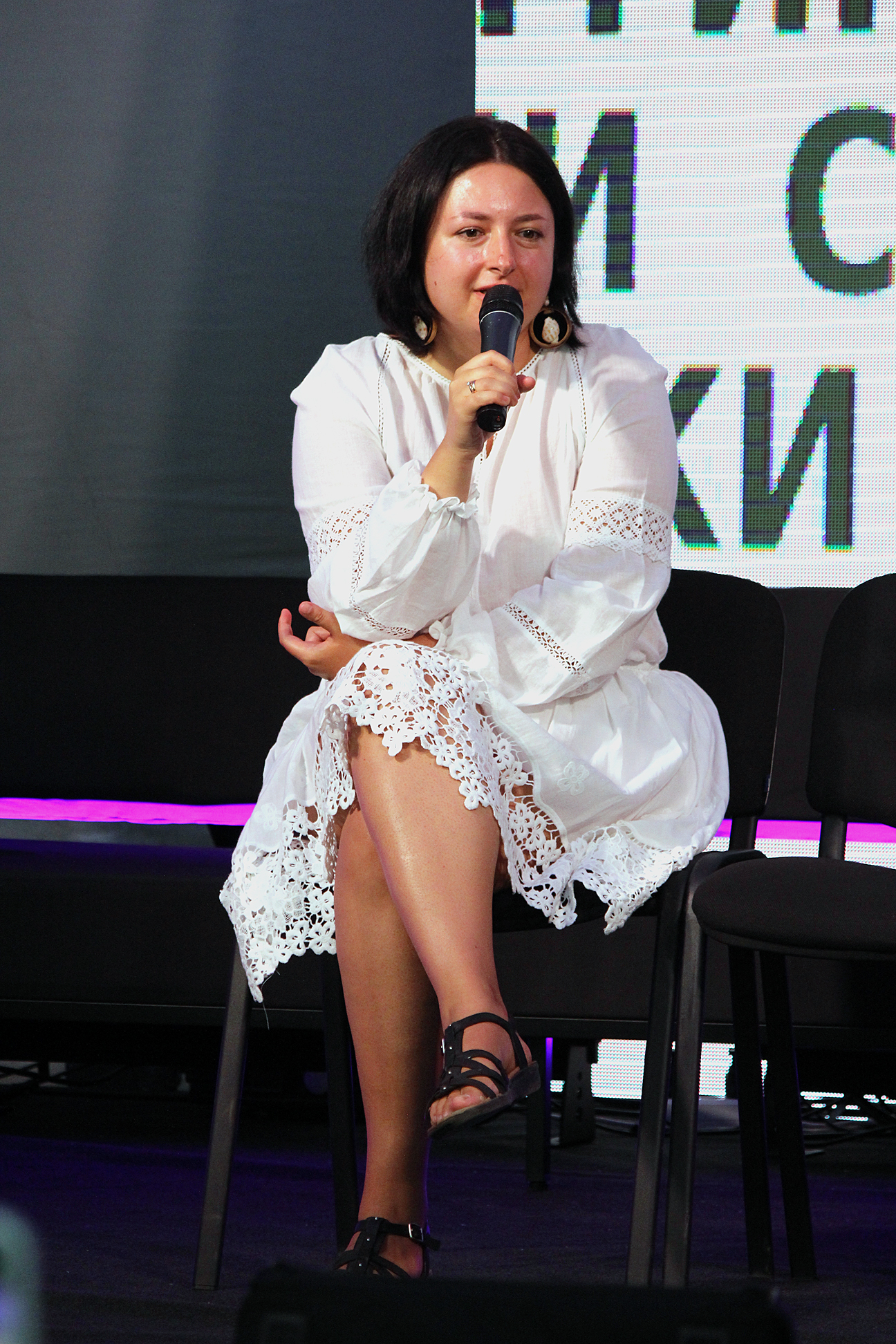
Fediv en el Festival del Libro de Arsenal 2021

Fediv fue el centro de una controversia en marzo de 2021 cuando la UCF, en ese momento dirigida por ella, fue acusada de anomalías en la distribución de subvenciones por parte del SKIU. Según SKIU, 20 acuerdos de subvenciones revelaron posibles infracciones, lo que generó inquietudes sobre las financiaciones selectivas que podrían estar llevándose a cabo, y puso en duda la distribución de dinero hacia iniciativas que no pertenecían al sector cultural. Fediv declaró el 23 de marzo que retiraba su candidatura de reelección a la dirección ejecutiva de la UCF, a pesar de la defensa pública de numerosas figuras culturales, entre ellas Ivan Kozlenko. Subrayó la importancia de mantener la estabilidad de la organización y afirmó que su misión allí había terminado.
La situación se agravó en septiembre de 2021, cuando se presentaron cargos penales contra Fediv por presuntamente, malversar 57 millones de rupias (aproximadamente 600.000 €), mientras trabajaba en la UCF. Según un estudio del Servicio Estatal de Auditoría de Ucrania (SAS), hubo irregularidades en la forma en la que se gestionaron los fondos de asistencia por la pandemia de COVID-19, incluyendo un uso insuficiente e inefectivo del presupuesto asignado. Fediv negó vehementemente cualquier irregularidad, afirmando que las acusaciones estaban basadas injustamente en tecnicismos en lugar de un uso incorrecto del presupuesto, y denunció la inacción del Ministerio de Cultura. En octubre de 2021 se envió a la Oficina Estatal de Investigaciones una denuncia que sugería una posible cooperación entre el SAS, el Consejo de Supervisión de la UCF y representantes de SKIU. Tras 2021, no hubo novedades en el caso contra Fediv.

## Vida personal
Fediv habla con fluidez inglés, alemán, ruso y polaco.

## Premios
- Premio Mujeres en las Artes (2021)[2]